# Norges Fiskerimuseum
Norges Fiskerimuseum er et museum i Bergen i Norge for fiskeri, fangst og havbrug, der blev grundlagt i 1880. Museet hed frem til 1993 Fiskerimuseet i Bergen og blev efter museumsreformen i 2005 en del af Museum Vest.
Udstillingerne viser det norske fiskerierhverv fra moderniseringsprocessen satte ind mod slutningen af 1800-tallet, i et nationalt og internationalt perspektiv. Overgangen fra fiskebondens sesængprægede kystfiskeri til helårs havfiske i det stærkt udvidet shavområde. Museet beskæftiger sig også med moderne fiskeri og havbrug samt ressourceforvaltning og Norges rolle som fiskeristormagt.

## Oprettelse
Norges Fiskerimuseum er Norges ældste museum specielt rettet mod erhvervslivet, grundlagt i 1880 af Selskabet for de norske Fiskeriers Fremme, som et af flere tiltag i arbejdet for at modernisere fiskerierhvervet. Fiskerimuseet overtog Bergens Museums samling af bådmodeller og redskaber. Museets første udstilling blev åbnet i 1891 på loftet i Kjøttbasaren. Museet blev senere flyttet til Den permanente utstillingsbygning 1896–1991 sammen med Vestlandske Kunstindustrimuseum og Bergen Billedgalleri, i 1991 til Fiskerisenteret på Bontelabo og endelig til Sandviksboder 20, 23 og 24 i 2010.